# Marcel Stern (Musiker)

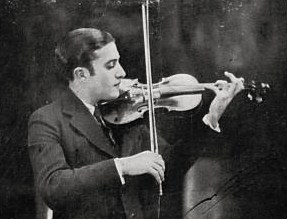
Marcel Stern

Marcel Stern (* 4. Oktober 1909 in Paris; † 2. August 1989 in der Schweiz) war ein französischer Komponist und Violinist.

## Leben
Stern studierte am Conservatoire de Paris und gewann 1936 mit der Kantate Gisèle den Premier Grand Prix de Rome. Nach dem mit dem Preis verbundenen Aufenthalt in der Villa Medici in Rom führte die Société Nationale 1939 in Paris sein Divertissement für Orchester auf.
Der Zweite Weltkrieg unterbrach seine musikalische Laufbahn, er komponierte jedoch in dieser Zeit die Symphonie "La Libération", die 1945 im Rundfunk und 1948 bei den Concerts Colonne am Théâtre du Châtelet unter Leitung von Paul Paray uraufgeführt wurde. Unter seinen weiteren Werken sind besonders die Deux pièces pour flûte seule: Bucolique, Iberica (1964) und das Concerto pour piano et orchestre (1968) zu nennen. Weiterhin komponierte er mehrere Transkriptionen von Werken anderer Komponisten für Violine und Orchester, darunter der ersten rumänischen Rhapsodie von George Enescu.